# Даніель Карнін
Даніель Карнін (порт. Daniel Cargnin, нар. 20 грудня 1997) — бразильський дзюдоїст, бронзовий призер Олімпійських ігор 2020 та 2024 років.

## Виступи на Олімпіадах
| Олімпіада  | Дисципліна      | Місце |
| ---------- | --------------- | ----- |
| Токіо 2020 | до 66 кг        | 3     |
| Токіо 2020 | змішана команда | 7     |
| Париж 2024 | до 73 кг        | 17    |
| Париж 2024 | змішана команда | 3     |